# Alopecosa edax
Alopecosa edax este o specie de păianjeni din genul Alopecosa, familia Lycosidae. A fost descrisă pentru prima dată de Thorell, 1875. Conform Catalogue of Life specia Alopecosa edax nu are subspecii cunoscute.